# Список 25 лидеров женской НБА по подборам за всю историю лиги

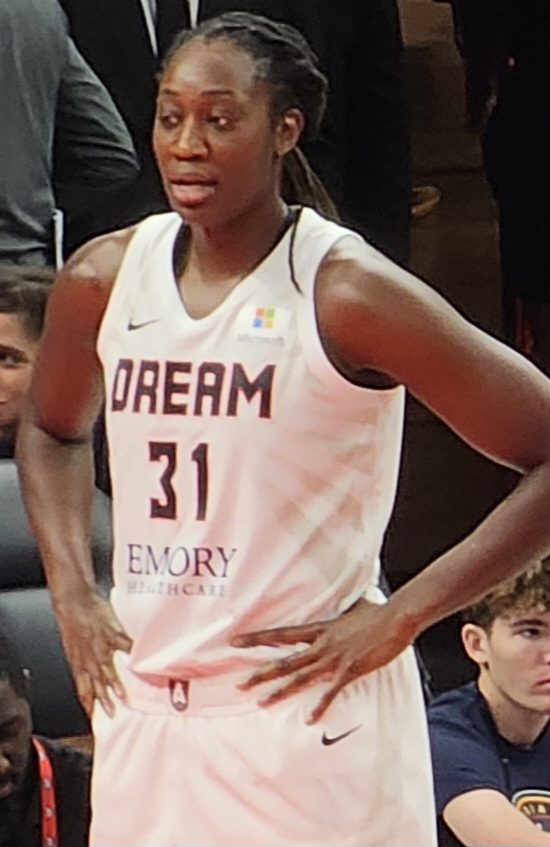
Тина Чарльз — лидер женской НБА по подборам за всю историю ассоциации с 19 сентября 2024 года

Данный список содержит 25 игроков, набравших наибольшее количество подборов в играх регулярных сезонов Женской национальной баскетбольной ассоциации за карьеру.
В баскетболе «подбор» — важнейший элемент игры, при котором игрок овладевает мячом после неудачной попытки двух- или трёхочкового броска или последнего штрафного броска. Существует негласное правило, что команда, выигрывающая подбор, чаще всего выигрывает и матч. Основными специалистами по подборам являются игроки передней линии — центровые и тяжёлые форварды, впрочем игроки других позиций, обладающие хорошим чувством позиции и времени, иногда становятся лидерами в этом показателе. Всего лишь 2 баскетболистки на данный момент сделали более 4000 подборов, 10 игроков преодолели отметку в 3000 отскоков и 14 человек имеют в своём активе более 2500 подборов.
Первым игроком, преодолевшим рубеж в 3000 подборов, является Лиза Лесли, которая достигла этого результата в сезоне 2008 года, после чего завершила карьеру в следующем году с результатом в 3307 баллов. Спустя четыре года, в сезоне 2012 года, это достижение повторила Тадж Макуильямс-Франклин, закончившая свои выступления в лиге по его окончании, совершив в итоге 3013 подборов. В следующем сезоне планку в 3000 подборов превзошла Тина Томпсон, завершившая свою карьеру в том же году с результатом 3070 баллов. В сезоне 2015 года эту отметку преодолела Тамика Кэтчингс, которая завершила свою спортивную карьеру в следующем сезоне, набрав в конечном итоге 3315 подборов. В сезоне 2017 года это достижение повторила Ребекка Брансон, завершившая свои выступления в лиге по окончании следующего сезона с результатом в 3356 баллов. В сезоне 2018 года отсечку в 3000 подборов превзошла Сильвия Фаулз, собрав после окончания своей карьеры 4006 отскоков. В сезоне 2019 года то же достижение повторила и продолжающая свою спортивную карьеру Тина Чарльз, которая в сезоне 2024 года обогнала Фаулз, выйдя на общее первое место по этому показателю за всю историю ЖНБА, собрав по его окончании 4014 подборов. В сезоне 2020 года эту отметку преодолела Кэндис Дюпри, подобрав по завершении следующего сезона 3144 отскока. В сезоне 2021 года эту же планку преодолела Кэндис Паркер, собрав по окончании сезона 2023 года 3467 подборов. В сезоне 2024 года тот же результат повторила ещё один действующий игрок лиги, Деванна Боннер, подобрав по его окончании 3067 отскоков.
Лидером по среднему показателю за игру в данный момент является Сильвия Фаулз, которая в настоящее время собирает по 9,8 подбора в среднем за игру. Второе место по этому показателю занимает Шерил Форд, которая по завершении карьеры имеет в своём активе результат в 9,7 подбора в среднем за встречу. На третьем месте идёт Тина Чарльз, показатель которой в настоящее время составляет 9,3 подбора в среднем за игру.
В данный список входят семь действующих баскетболисток, включая и лучшую подбирающую в истории женской НБА Тину Чарльз, лидирующую в этой номинации с 19 сентября 2024 года.

## Легенда к списку
| Поз.    | З        | Ф       | Ц         | RPG                         | Прим.      |
| Позиция | Защитник | Форвард | Центровая | Количество подборов за игру | Примечания |

| ^ | Отмечены игроки, выступающие в ВНБА по сей день                                       |
| * | Избраны в Зал славы баскетбола                                                        |
|   | Недавно закончила карьеру, но пока не избрана в Зал славы                             |
|   | Завершила спортивную карьеру более 10 лет назад, но так и не была избрана в Зал славы |

## Список
По состоянию на 20 сентября 2024 года (на момент окончания сезона 2024 года, следующий сезон стартует в мае 2025 года)
| Место  | Игрок               | Фото | Поз. | Год рожд. | Клубы (годы) | Всего подборов | Подборов в атаке | Подборов в защите | Игры | Подборов за игру | Зал славы | Прим.         |
| ------ | ------------------- | ---- | ---- | --------- | --- | -------------- | ---------------- | ----------------- | ---- | ---------------- | --------- | ------------- |
| 1      | Тина Чарльз^        |      | Ц    | 1988      | Коннектикут Сан (2010—2013) Нью-Йорк Либерти (2014—2019) Вашингтон Мистикс (2021) Финикс Меркури (2022) Сиэтл Шторм (2022) Атланта Дрим (2024) Коннектикут Сан (2025—н.в.)             | 4014           | 1129             | 2885              | 430  | 9,3              |           | [ 4 ] [ 5 ]   |
| 2      | Сильвия Фаулз*      |      | Ц    | 1985      | Чикаго Скай (2008—2014) Миннесота Линкс (2015—2022) | 4006           | 1132             | 2874              | 408  | 9,8              |           | [ 6 ] [ 7 ]   |
| 3      | Кэндис Паркер       |      | Ф/Ц  | 1986      | Лос-Анджелес Спаркс (2008—2020) Чикаго Скай (2021—2022) Лас-Вегас Эйсес (2023) | 3467           | 621              | 2846              | 410  | 8,5              |           | [ 8 ] [ 9 ]   |
| 4      | Ребекка Брансон     |      | Ф    | 1981      | Сакраменто Монархс (2004—2009) Миннесота Линкс (2010—2018) | 3356           | 1166             | 2190              | 453  | 7,4              |           | [ 10 ] [ 11 ] |
| 5      | Тамика Кэтчингс*    |      | Ф    | 1979      | Индиана Фивер (2002—2016) | 3315           | 916              | 2399              | 457  | 7,3              | 2020      | [ 12 ] [ 13 ] |
| 6      | Лиза Лесли*         |      | Ц    | 1972      | Лос-Анджелес Спаркс (1997—2006, 2008—2009) | 3307           | 882              | 2425              | 363  | 9,1              | 2015      | [ 15 ] [ 16 ] |
| 7      | Кэндис Дюпри        |      | Ф    | 1984      | Чикаго Скай (2006—2009) Финикс Меркури (2010—2016) Индиана Фивер (2017—2020) Сиэтл Шторм (2021) Атланта Дрим (2021)                                                                    | 3144           | 767              | 2377              | 494  | 6,4              |           | [ 17 ] [ 18 ] |
| 8      | Тина Томпсон*       |      | Ф    | 1975      | Хьюстон Кометс (1997—2008) Лос-Анджелес Спаркс (2009—2011) Сиэтл Шторм (2012—2013) | 3070           | 885              | 2185              | 496  | 6,2              | 2018      | [ 19 ] [ 20 ] |
| 9      | Деванна Боннер^     |      | Ф    | 1987      | Финикс Меркури (2009—2016, 2018—2019) Коннектикут Сан (2020—2024) Индиана Фивер (2025—н.в.)                                                                                            | 3067           | 621              | 2446              | 502  | 6,1              |           | [ 21 ] [ 22 ] |
| 10     | Тадж Макуильямс     |      | Ф/Ц  | 1970      | Орландо Миракл (1999—2002) Коннектикут Сан (2003—2006) Лос-Анджелес Спаркс (2007) Вашингтон Мистикс (2008) Детройт Шок (2008—2009) Нью-Йорк Либерти (2010) Миннесота Линкс (2011—2012) | 3013           | 1062             | 1951              | 440  | 6,8              |           | [ 23 ] [ 24 ] |
| 11     | Ннека Огвумике^     |      | Ф    | 1990      | Лос-Анджелес Спаркс (2012—2023) Сиэтл Шторм (2024—н.в.) | 2959           | 791              | 2168              | 393  | 7,5              |           | [ 25 ] [ 26 ] |
| 12     | Санчо Литтл         |      | Ф/Ц  | 1983      | Хьюстон Кометс (2005—2008) Атланта Дрим (2009—2017) Финикс Меркури (2018—2019) | 2600           | 747              | 1853              | 392  | 6,6              |           | [ 27 ] [ 28 ] |
| 13     | Делиша Милтон-Джонс |      | Ф    | 1974      | Лос-Анджелес Спаркс (1999—2004, 2008—2012) Вашингтон Мистикс (2005—2007) Сан-Антонио Силвер Старз (2013) Нью-Йорк Либерти (2013—2014) Атланта Дрим (2014—2015)                         | 2574           | 768              | 1806              | 499  | 5,2              |           | [ 29 ] [ 30 ] |
| 14     | Свин Кэш*           |      | Ф    | 1979      | Детройт Шок (2002—2007) Сиэтл Шторм (2008—2011) Чикаго Скай (2012—2013) Атланта Дрим (2014) Нью-Йорк Либерти (2014—2016)                                                               | 2521           | 777              | 1744              | 479  | 5,3              | 2022      | [ 31 ] [ 32 ] |
| 15     | Мишель Сноу         |      | Ц    | 1980      | Хьюстон Кометс (2002—2008) Атланта Дрим (2009) Сан-Антонио Силвер Старз (2010) Чикаго Скай (2011) Вашингтон Мистикс (2012—2013) Лос-Анджелес Спаркс (2015)                             | 2482           | 708              | 1774              | 402  | 6,2              |           | [ 33 ] [ 34 ] |
| 16     | Кристал Лэнгхорн    |      | Ф    | 1986      | Вашингтон Мистикс (2008—2013) Сиэтл Шторм (2014—2020) | 2454           | 733              | 1721              | 406  | 6,0              |           | [ 35 ] [ 36 ] |
| 17-(T) | Лорен Джексон*      |      | Ф/Ц  | 1981      | Сиэтл Шторм (2001—2012) | 2444           | 707              | 1737              | 317  | 7,7              | 2021      | [ 37 ] [ 38 ] |
| 17-(T) | Иоланда Гриффит*    |      | Ц/Ф  | 1970      | Сакраменто Монархс (1999—2007) Сиэтл Шторм (2008) Индиана Фивер (2009) | 2444           | 1049             | 1395              | 311  | 7,9              | 2021      | [ 39 ] [ 40 ] |
| 19     | Алисса Томас^       |      | Ф    | 1992      | Коннектикут Сан (2014—2024) Финикс Меркури (2025—н.в.) | 2395           | 655              | 1740              | 320  | 7,5              |           | [ 41 ] [ 42 ] |
| 20     | Танжела Смит        |      | Ф/Ц  | 1977      | Сакраменто Монархс (1998—2004) Шарлотт Стинг (2005—2006) Финикс Меркури (2007—2010) Индиана Фивер (2011) Сан-Антонио Силвер Старз (2012)                                               | 2335           | 658              | 1677              | 463  | 5,0              |           | [ 43 ] [ 44 ] |
| 21     | Бриттни Грайнер^    |      | Ц    | 1990      | Финикс Меркури (2013—2021, 2023—2024) Атланта Дрим (2025—н.в.) | 2322           | 529              | 1793              | 315  | 7,4              |           | [ 45 ] [ 46 ] |
| 22     | Джонквел Джонс^     |      | Ф/Ц  | 1994      | Коннектикут Сан (2016—2019, 2021—2022) Нью-Йорк Либерти (2023—н.в.) | 2319           | 690              | 1629              | 275  | 8,4              |           | [ 47 ] [ 48 ] |
| 23     | Брианна Стюарт^     |      | Ф/Ц  | 1994      | Сиэтл Шторм (2016—2018, 2020—2022) Нью-Йорк Либерти (2023—н.в.) | 2272           | 352              | 1920              | 261  | 8,7              |           | [ 49 ] [ 50 ] |
| 24     | Эрика де Соуза      |      | Ф/Ц  | 1982      | Лос-Анджелес Спаркс (2002) Коннектикут Сан (2007) Атланта Дрим (2008—2015) Чикаго Скай (2015—2016) Сан-Антонио Старз (2017)                                                            | 2220           | 784              | 1436              | 329  | 6,7              |           | [ 51 ] [ 52 ] |
| 25     | Дайана Таурази      |      | З/Ф  | 1982      | Финикс Меркури (2004—2014, 2016—н.в.) | 2210           | 240              | 1970              | 565  | 3,9              |           | [ 53 ] [ 54 ] |

## Комментарии
1. ↑  Игроки ВНБА включаются в Зал славы баскетбола не ранее, чем через 5 полных лет после окончания карьеры[2], а с 2016 года этот период был сокращён до четырёх лет[3].
2. ↑  Это список ВНБА, и в него не входят сезоны, проведённые игроками в других лигах, таких как АБЛ и прочие.
3. ↑  Количество сделанных подборов в среднем за игру, округляется до десятых.